# Zanamivir
El zanamivir és un medicament antiviral. És un inhibidor enzimàtic de la neuraminidasa i s'utilitza per via inhalada en el tractament de la grip comuna i en la profilaxi dels A i B. També ajuda a reduir la durada dels símptomes i evita la propagació de la malaltia. Va ser el primer inhibidor de la neuraminidasa distribuït comercialment. És comercialitzat per Glaxo Smith Kline amb el nom de Relenza™. El zanamivir va ser descobert l'any 1989 per part d'un grup de científics de la Universitat Monash, a Melbourne, Austràlia. Tamiflu, el principal competidor de zanamivir, mitjançant estudis fets el 2006, demostrà no ser tan efectiu per al tractament de la grip. Una limitació és la pobra biodisponibilitat oral del zanamivir. Això significa que una administració oral és impossible, i s'administra per inhalació.

## Efectes secundaris
- Rarament: convulsions, elevació del pols cardíac, sensibilitat a la llum solar, dolor, llagrimeig, dolor d'articulacions, problemes de respiració, debilitat general.[6][7]
- Menys comuns: problema temporal d'audició, escorriment nasal, diarrea, infeccions de la gola, mal de cap, nàusea, dolor, vòmit.